# César Remón
César Jesús Remón Aguirre (n. Logroño, España; 2 de octubre de 1985) es un exfutbolista español que se desempeñaba como centrocampista. Actualmente forma parte del personal técnico del FC Cartagena que juega en la Segunda División, Liga Smartbank de España.

## Trayectoria como jugador
César Remón se formó en las categorías inferiores del Deportivo Alavés, donde permaneció hasta la temporada 2004-2005, que la jugó en el Deportivo Alavés "C" (3.ª División) y llegó a debutar en 2.ªB con el Deportivo Alavés "B".
Tras abandonar el club alavesista recaló en el filial del C.D. Castellón (3.ª División) tras un paso previo por el C.D. Azkoyen (2.ªB).
En la temporada 2008-2009 fichó por el C.D. Alfaro (2.ªB), para marchar la temporada siguiente al C.D. Dénia (2.ªB).
En el mercado de invierno de la temporada 2010-2011, que la inició en las filas del Ontinyent C.F. (2.ªB), firmó por el C.D. Alcoyano (2.ªB). En el club de Alcoy permaneció hasta enero de 2015, pasando a la historia del club por anotar el gol del ascenso en el campo del Ángel Carro frente al C. D. Lugo. Su debut en 2.ª fue contra el C.D. Numancia de Soria.
Tras abandonar el C.D. Alcoyano firmó por el UCAM Murcia C.F. (2.ªB), consiguiendo en la temporada 2015-2016 su segundo ascenso a 2.ª División.
Permanece con los Universitarios hasta el mercado de invierno (2016-2017) cuando ficha por la U.D. Logroñés (2.ª División B).
En abril de 2019, con 33 años anuncia su retirada como jugador tras 334 partidos como profesional en las filas de la U.D. Logroñés a causa de sus lesiones en el sóleo. Con la U.D. Logroñés, el riojano vistió la camiseta blanquirroja en 55 ocasiones (52 en Liga y tres en Copa del Rey).
En febrero de 2020 se incorpora al personal técnico del FC Cartagena de Segunda División B de España para realizar funciones de scouting.

## Clubes
| Club                          | País   | Año         |
| ----------------------------- | ------ | ----------- |
| Deportivo Alavés "C"/Alavés B | España | 2004-2005   |
| C.D. Peralta                  | España | 2005–2006   |
| C.D. Castellón "B"            | España | 2006–2008   |
| C.D. Alfaro                   | España | 2008–2009   |
| C.D. Dénia                    | España | 2009–2010   |
| Ontinyent C.F.                | España | 2010        |
| C.D. Alcoyano                 | España | 2011-2016   |
| UCAM Murcia C.F.              | España | 2015-2016   |
| U.D. Logroñés                 | España | 2017 - 2019 |

## Palmarés

### Títulos nacionales
| Título                       | Club           | País   | Año  |
| ---------------------------- | -------------- | ------ | ---- |
| Segunda División B de España | UCAM Murcia CF | España | 2016 |